# Тер Линден, Яп
Яп тер Линден (нидерл. Jaap ter Linden, 10 апреля 1947, Роттердам) — нидерландский виолончелист, гамбист, дирижёр, представитель движения аутентичного исполнительства.

## Биография
Главный виолончелист Musica Antiqua Köln, The English Concert, Амстердамского барочного оркестра. Создал ансамбль Musica da Camera (вместе с Тоном Копманом), оркестр Моцартовская академия (2000). Выступал с известными ансамблями барочной музыки, дирижировал рядом оперных спектаклей (Король Артур Пёрселла, Ифигения в Авлиде Глюка). Играл в ансамблях с такими мастерами, как Элизабет Уоллфиш, Эндрю Манце, Джон Холлоуэй, Ларс Ульрик Мортенсен, Тон Копман.
Играет на виолончели работы Джованни Гранчино (Милан, 1703).

## Репертуар
В репертуаре музыканта, в основном, музыка эпохи барокко — Гендель, Бах, Букстехуде, Телеман, Гайдн, Вивальди, Джеминиани, Верачини, Корелли, Шарпантье, Куперен, Леклер, Маре, Моцарт, Хеллендал и др. Также исполнял произведения
Бетховена, Вилла-Лобоса.

## Педагогическая деятельность
Преподает в Гаагской консерватории, Амстердамской консерватории, Высшей школе старинной музыки в Вюрцбурге. Среди его учеников известная немецкая исполнительница на виоле да гамба Хилле Перл.